# Les Eléphants FC
Der Les Eléphants FC de Bubanza, auch als Les Eléphants FC bekannt, ist ein burundischer Fußballklub mit Sitz in der Stadt Bubanza. Die Saison 2021/22 spielte der Verein in der zweiten Liga. Hier trat man in der Gruppe B an.

## Geschichte
Der Verein wurde 2011 gegründet. Am Ende der Saison 2014/15 belegte man in der Gruppe B der zweiten Liga den zweiten Platz. In den Aufstiegsspielen konnte man sich gegen den AC Tanganyika durchsetzen und stieg in die erste Liga auf. Nach einer Spielzeit musste man am Ende der Saison 2015/16 als Tabellenletzter wieder den Weg in die Zweitklassigkeit antreten. 2018 wurde man wieder zweiter der Gruppe B in der zweiten Liga. In den Aufstiegsspielen musste man sich dem Bumamuru FC geschlagen geben. Als Tabellenzweiter der Gruppe A in der Saison 2019/20 konnte man sich in den Aufstiegsspielen gegen den Delta Star de Gatumba durchsetzen. Nach wieder nur einer Spielzeit musste man am Ende der Saison 2020/21 als Tabellenvorletzter wieder den Weg in die zweite Liga antreten.

## Erfolge
- Ligue B (Gruppe B): 2014/15 (2. Platz)  ▲
- Ligue B (Gruppe A): 2019/20 (2. Platz)  ▲

## Stadion
Der Verein trägt seine Heimspiele im Stade Municipal Bubanza in Bubanza aus. Das Stadion hat ein Fassungsvermögen von 1000 Personen.